# Mỹ Phước Tây
Mỹ Phước Tây là một phường thuộc tỉnh Đồng Tháp, Việt Nam.
Tên phường xuất phát từ xã Mỹ Phước Tây thuộc thị xã Cai Lậy cũ, tỉnh Tiền Giang cũ.

## Địa lý
Phường Mỹ Phước Tây cách phường Cai Lậy 8 km về hướng bắc, có vị trí địa lý:
- Phía đông giáp xã Tân Phú
- Phía tây giáp phường Thanh Hòa và xã Thạnh Phú.
- Phía nam giáp phường Cai Lậy và Nhị Quý.
- Phía bắc giáp xã Tân Phước 2.

Xã Mỹ Phước Tây cũ có diện tích 20,35 km², dân số năm 1999 là 12.694 người, mật độ dân số đạt 624 người/km². Phường Mỹ Phước Tây mới có diện tích 36,05 km², dân số năm 2025 là 40.730 người, mật độ dân số đạt 1.129 người/km².

## Lịch sử
Nghị quyết số 1663/NQ-UBTVQH15 ngày 16 thánh 06 năm 2025 về việc sắp xếp các đơn vị hành chính cấp xã của tỉnh Đồng Tháp năm 2025. Sau khi sắp xếp, tỉnh Đồng Tháp có 102 đơn vị hành chính cấp xã, gồm 82 xã và 20 phường. Trong đó,  quyết định thành lập phường Mỹ Phước Tây từ ngày 01 tháng 07 năm 2025 thuộc tỉnh Đồng Tháp trên cơ sở sáp nhập các xã phường 1, 3, Mỹ Phước Tây, Mỹ Hạnh Trung.
Sau khi sáp nhập, phường Mỹ Phước Tây có 36,05 km² diện tích tự nhiên và dân số 40.730 người.

## Hành chính
Xã Mỹ Phước Tây được chia thành 6 ấp: Bà Bèo, Kinh 12, Láng Biển, Long Phước, Cầu Dừa, Rạch Trắc.

## Giao thông
Phía nam giáp quốc lộ 1, với 02 tỉnh lộ chạy ngang qua xã như tỉnh lộ 868 và 865; Tuyến huyện lộ 58 (kênh Xáng Ngang), đường cao tốc Bắc Nam phía Đông đi xuyên qua trung tâm, một đoạn huyện lộ 59 ngang qua ấp Bà Bèo 